# Hilaira minuta
Hilaira minuta är en spindelart som beskrevs av Kirill Yeskov 1979. Hilaira minuta ingår i släktet Hilaira och familjen täckvävarspindlar. Inga underarter finns listade i Catalogue of Life.